# Fernando Márquez Miranda
Fernando Márquez Miranda (Buenos Aires, 25 de enero de 1897 - ibídem, 13 de diciembre de 1961) fue un arqueólogo, historiador y catedrático argentino.

## Biografía
Sus estudios tuvieron como marco la Capital Federal y la ciudad de La Plata.
Estudió en la Facultad de Ciencias Jurídicas y Sociales (donde obtuvo en 1918 el título de doctor en Jurisprudencia) y en la Facultad de Humanidades y Ciencias de la Educación de la Universidad Nacional de La Plata (donde obtuvo en 1923 el título de profesor en Historia).
Desde fines de 1923 comenzó a ejercer las cátedras de Historia, Prehistoria y Arqueología.[cita requerida] Ocupó el decanato y el cargo de consejero titular en Humanidades, en distintos períodos, en la misma Universidad Nacional de La Plata.
Entre 1924 y 1944 fue profesor de historia en el Colegio Nacional de La Plata.
Entre 1933 y 1950 fue profesor de historia argentina y americana en el Colegio Nacional de Buenos Aires.
Entre 1923 y 1944 fue profesor de prehistoria argentina y americana en la Facultad de Humanidades y Ciencias de la Educación de La Plata.
Entre 1932 y 1947 fue profesor de historia en la Facultad de Ciencias Económicas de la Universidad de Buenos Aires.
Entre 1933 y 1946 fue jefe del Departamento de Arqueología y Etnografía del Museo de La Plata. Posteriormente fue interventor del mismo. Volvió a ocupar este cargo en 1955 hasta su muerte en 1961. En febrero de 1947 Torres es declarado cesante por la intervención a las universidades durante el gobierno de Juan Domingo Perón debido a su militancia radical. Márquez Mirando fue un ferviente opositor a la intervención por la fuerza de las universidades, lo que determino que incluso fuera detenido por un tiempo junto con un importante número de estudiantes en la Cárcel de los Encausados en Buenos Aires. Durante este periodo de tiempo, hasta su reincorporación en 1955,[cita requerida] trabajó escribiendo para los diarios La Nación y La Prensa, para la Revista El Hogar, como articulista y reseñista en la revista Ciencia e Investigación, así como participando en distintos proyectos editoriales.
En el lapso comprendido entre 1935 y 1936, vivió en Madrid para preparar su doctorado en Historia en la Facultad de Filosofía y Letras de la Universidad de Madrid-Alcalá. Allí dictó ―conjuntamente con el etnólogo y arqueólogo argentino Francisco de Aparicio (1892-1951)― un curso de arqueología del noreste argentino.
Se doctoró con una tesis sobre los diaguitas: Los aborígenes argentinos.
No solo la docencia absorbió su vida científica. También trabajó con coleccionistas de museos y organizó en el de La Plata, la sala de Culturas Peruanas y la de Culturas del Noroeste Argentino. El trabajo en el terreno, siempre llevando a su lado discípulos (que luego serían también brillantes arqueólogos como Eduardo Mario Cigliano) se centró en Jujuy, Salta, Catamarca, La Rioja y San Juan.
Asistió como delegado a diversos congresos científicos nacionales y extranjeros.
En Jujuy, los trabajos comenzaron en 1958 con un estudio exhaustivos de la quebrada de Juella (departamento Tilcara). En años siguientes, esta investigación sería continuada por la Facultad de Filosofía y Letras de la Universidad de Buenos Aires, con sede en Tilcara.
Márquez Miranda fue uno de los fundadores de la Sociedad Argentina de Antropología y miembro de distintos Congresos Internacionales de Americanistas.
José Fernández, en su Historia de la arqueología argentina, coloca a Márquez Miranda entre los científicos que contribuyeron a la consolidación universitaria de la disciplina arqueológica, junto con figuras tales como Salvador Debenedetti, Antonio Serrano, Eduardo Casanova, Odilia Bregante, y Milcíades Alejo Vignati, por solo nombrar profesionales que actuaron en Jujuy.
Dentro de esta etapa de evolución de la ciencia. Fernando Márquez Miranda ocuparía, según el mismo autor antes mencionado, una importante posición en el seno de la «corriente historicista» con fuerte fundamento etnohistórico y en contraposición a la «escuela naturalista».
Fernando Márquez Miranda falleció el 13 de diciembre de 1961, a los 64 años de edad.
El estudioso Juan Comas escribió: «La investigación y la enseñanza de las ciencias del hombre y de la americanística en general, pierden con Márquez Miranda a uno de sus más prestigiosos valores en América Latina».
Desde 1961, su esposa ―Rebecca Molinelli Wells― continuó apoyando los trabajos arqueológicos de distintos equipos a través de la Fundación Rebecca Molinelli Wells. Así contribuyó al funcionamiento del museo Eduardo Casanova (de Tilcara).
Sus estudios en Juella, iniciados en enero de 1958, fueron dados a conocer en el año 1967 por su sucesor, Eduardo Mario Cigliano con el título de Investigaciones antropológicas en el yacimiento de Juella.

## Obras[2]
Entre sus obras se destacan, además de las numerosas colaboraciones de carácter científico en revistas especializadas:
- 1930: La navegación primitiva y las canoas monoxilas
- 1930: El sentimiento religioso en el arte prehistórico
- Arqueología de la laguna de Lobos
- 1932: Cartografía colonial del virreinato del Río de la Plata
- Los aborígenes de la América del Sur
- 1933: Ensayo sobre los artífices de la platería en el Buenos Aires colonial
- 1936: La antigua provincia de los diaguitas
- Región meridional de América del Sur (México)
- 1936: Cuatro viajes de estudio al más remoto noroeste argentino
- 1937: Zonas arqueológicas desconocidas en el noroeste argentino
- 1942: La arqueología de la Puna argentina a través de nuevos hallazgos
- 1942: La arqueología del este de la quebrada de Humahuaca
- 1945: Dos investigaciones en el Pucará de Humahuaca (1933-1934)
- 1951: Ameghino - Una vida heroica. Buenos Aires. Editorial Nova, 1951
- 1952: En la quebrada de Humahuaca (Argentina)
- 1952-1954: Antigal del kilómetro 1333,500 y la caverna con pictografías de Tres Cruces, en la quebrada de Humahuaca.
- Los diaguitas y la guerra argentina
- En la quebrada de Humahuaca
- La arqueología del este de la quebrada de Humahuaca (frontera argentino-boliviana) a través de nuevas investigaciones